# هينريتش أنطون مولر
هينريتش أنطون مولر هو رسام سويسري، ولد في 22 يناير 1869 في فرساي في فرنسا، وتوفي في 10 مايو 1930 في Münsingen ‏ في سويسرا.